# Högvadsån
Högvadsån är det största biflödet till Ätran. Ån har bland annat sjön Stora Hallången, öster om Överlida som källflöde. Den passerar bland annat Älvsered, Ullared och Köinge innan den rinner ut i Ätran i Ätrafors, strax nedanför Ätrafors kraftverk. Naturreservatet Sumpafallen ligger längs Högvadsån.

## Avrinningsområde
I trakterna kring Överlida finns flera sjöar som direkt eller genom biflöden förser Högvadsån med vatten. Högvadsån flyter genom Lilla och Stora Hallången  medan Mjöasjön avvattnas genom Mjöaån som ansluter i Mjöbäck. Farssjö avvatnas genom den 23 km långa Fageredsån som ansluter något söder om Fagered. Andra sjöar i avrinningsområdet är Barken och Hjärtaredssjön som avvattnas genom Hjärtaredssån som möter Högvadsån i Ullared. Sjön Svarten når via den ungefär 10 km långa Svartån Högvadsån vid Svartrå kyrka medan Älvasjön avvattnas via Rammbäcken som rinner ut i Högvadsån i Köinge. Samtliga dessa sjöar och vattendrag ligger på väster sida om Högvadsån. Till öster ligger Tjärnesjön som avvattnas av Skärshultaån som ansluter något norr om där Fageredsån ansluter samt Stockån som ansluter mellan Okome och Köinge.
Vattendraget har ett avrinningsområde på 476 km2. Avrinningsområdet har en medelnederbörd på 1430 mm/år. Vattenflödet är i snitt 10,8 m3/s, med ett medellågvattenflöde (MLQ) på 0,89 m3/s och ett medelhögflöde (MHQ) på 53,0 m3/s. Vattendrag faller ungefär 150 meter längs dess sträcka. 
Avrinningsområdet består främst av skogsmark (76,5%), men omfattar även jordbruksmark (10,5), sjöar och vattendrag (5,1), hedmark (4,2) samt myr och våtmarker (2,7). Tunn jord och kalt berg är den vanligast jordarten i avrinningsområdet (42,0 %), men även morän (24,6) torv (14,0) och lättlera (2,4) förekommer. Området uppströms om Ullared är i huvudsak skogsmark medan området nedströms är jordbruksmark. I de övre delarna rinner vattendraget genom isälvssediment, i de nedre delarna genom sand och lera.

## Mänsklig användning
Högvadsån har nio anläggningar som täcks av EU:s vattendirektiv: Okome kvarn, Nydala kvarn, Svartrå kraftförening, Ullareds kvarn, Lysebäck kraftstation, Ödegärdet kraftverk, Strömma kraftverk, Ivarsfors kraftverk och Tocknarås kraftverk. Samtliga är små med en produktion på mindre än 1 MW och flera är inte längre i drift. Även de avvecklade anläggningarna kan dock innehålla vandringshinder för inte minst svagsimmande fiskarter. Vid Ödegärdets kraftverk och Strömma kraftverk har ägarna rätt att stoppa upp vattnet. Totalt fyra avloppsverk släpper ut vatten till Högvadsån: Älvsered, Lia, Ullared och Köinge.
Länsväg 154 följer norr om Sumpafallen Högvadsån. Falkenbergs järnväg hade en sträckning som låg relativt nära Högvadsån (om än inte lika nära som länsvägen). Det har funnits begränsat med industriell verksamhet längs Högvadsån. I Ullared fanns dock en kromfabrik som sysslade med ytbehandling, Pemac. Utsläpp därifrån av zinkcyanid orsakade fiskdöd i Högvadsån, varpå fabriken fick stänga.

## Djurliv
Laxstammen är naturlig och tillsammans med Ätran är Högvadsån västkustens viktigaste laxproducent. Laxpopulationen har studerats sedan 1950-talet. Laxbeståndet minskade fram till 1970-talet på grund av försurning. Kalkning startade 1978 för att motverka försurningen, vilket fick laxpopulationen att växa till sig. På 1990-talet minskade åter mängden lax, denna gång kopplat till parasiten gyrodactylus salaris. Sedan dess har populationen varierat mer cykliskt. Laxbiotoper förekommer längs hela sträckningen, dock i större omfattning i de övre delarna och i biflöden. I ån finns också ett av Hallands största bestånd av flodpärlmussla.. Det finns främst i de nedre delarna och omfattar ungefär 20 000 individer. Det finns en föryngring, men den är svag och inte tillräcklig för att upprätthålla populationen.
Nedström Nydala kvarn finns ett reproduktions- och uppväxtområde för den akut hotade arten havsnejonöga. Andra fiskar i vattendraget är elritsa, ål, bäcknejonöga, gädda, abborre, mört, lake, löja och signalkräfta. I biflöden finns även bergsimpa (Stockån) samt sarv, siklöja (Lillån/Svartån). Mätningar har visat att det finns en artrik bottenfauna. Totalt har 26 rödslistade arter observerats i vattendraget eller i dess närhet (detta inkluderar även växter och djur till land, som t.ex. fåglar. Utter har observerats, men det är okänt om det rör sig om ett permanent revir.
Ån är ett riksintresse och sträckan nedströms Lia i Falkenbergs kommun är även efter regeringsbeslut 1998 ett natura 2000-område. Natura 2000-området omfattar ungefär 60 hektar. Det ska bevara bevara/återställa gynnsamma förhållande för naturtypen mindre vattendrag och specifikt arterna flodpärlmussla, lax och utter. Typer av områden där det finns nyckelbiotoper längs vattendraget är strandbrinkar med blottade branter (1 fall), öppna stränder orsakade av ishyvling, vattenståndsvariation eller bete (1), blockrik vattendragssträcka (4), källor och grundvattenmatade utströmningsområden (1), översilade klippor (1), forsar och fall (2) och kvillområde (2). Områdets ekologiska status bedömdes 2021 som måttlig (främst p.g.a. bristande konnektivitet) medan dess kemiska status bedömdes som dålig (på grund av att samtliga svenska vattenförekomster har halter av kvicksilver och polybromerade difenyletrar som överstiger gränsvärdena för fisk). Bevarandestatusen är tillfredsställande för mindre vattendrag och för lax, men otillfredsställande för flodpärlmussla.
Halterna av fosfor är vanligen mellan låga och måttligt höga, även om höga halter också uppmätts i enskilda fall. Det är betydligt eller starkt färgat, men även svagare färg förekommer. Vattendraget är vanligen måttligt grumligt, men även mätningar med betydlig grumlighet har gjorts.
Bland angränsande område i avrinningsområdet är även Kyrkobacka, Sumpafallen samt sjön Svarten med Lillån/Svartån natura 2000-områden.